# Martin McDonagh
Pour les articles homonymes, voir McDonagh.
Martin McDonagh [ˈmɑːtɪn məkˈdɒnə], né le 26 mars 1970 à Camberwell (Londres), est un dramaturge et réalisateur britanno-irlandais.

## Biographie
Né de parents irlandais, Martin McDonagh, et son frère le scénariste John Michael McDonagh, sont très vite obligés de se débrouiller seuls après le déménagement de leurs parents dans le Comté de Galway, dans l'Ouest de l'Irlande, d'où est originaire leur père. Martin touchera l'allocation chômage dès l'âge de 16 ans.
McDonagh profitera tout de même de ses visites estivales à ses parents pour se familiariser avec cette région et la langue que l'on y parle, qu'il transposera plus tard dans son œuvre. Cette combinaison ironique de ce langage campagnard grossi, d'un certain symbolisme primaire teinté d'humour noir est une fusion étrange de l'œuvre de John Millington Synge, des drames modernes d'Harold Pinter et de David Mamet et des comédies télévisées anglaises.

## Carrière théâtrale
En 1996, il remporte le London Critics Circle Theatre Awards du dramaturge le plus prometteur.
En 1999, il est l'un des lauréats du V Prix Europe réalités théâtrales décerné au Royal Court Theatre (avec Sarah Kane, Mark Ravenhill, Jez Butterworth, Conor McPherson).
Il écrit deux trilogies de pièces de théâtre, The Leenane Trilogy (The Beauty Queen of Leenane, A Skull in Connemara, The Lonesome West) et une autre intitulée The Aran Islands Trilogy (The Cripple of Inishmaan, The Lieutenant of Inishmore, The Banshees of Inisheer), ainsi que quelques pièces radiodiffusées dont The Tale of the Wolf and the Woodcutter et The Pillowman, qui remporte deux prix.
Bien que beaucoup de gens trouvent son travail unique, il a une grande dette envers les écrivains américains Beth Henley et Sam Shepard, dont l'influence transparaît dans ses pièces, notamment dans The Beauty Queen of Leenane.
Son univers se charge d'un comique très noir à partir de The Pillowman. À cette occasion, il déclare au New York Times : « Je suis mille fois meilleur que cet enculé de Shakespeare! » Au printemps 2010, sa pièce, intitulée A Behanding in Spokane, est créée à Broadway avec, dans le rôle principal, Christopher Walken.

## Pièces de théâtre
- The Leenane Trilogy (1996-1997)
  - The Beauty Queen of Leenane (La Reine de beauté de Leenane) (1996)
  - A Skull in Connemara (1997)
  - The Lonesome West (1997)
- The Aran Islands Trilogy (Trilogie des Îles d'Aran) (1996-2003)
  - The Cripple of Inishmaan (1996)
  - The Lieutenant of Inishmore (2001)
  - The Banshees of Inisheer
- The Pillowman (2003)
- A Behanding in Spokane (2010)
- Hangmen (2015)

## Carrière cinématographique

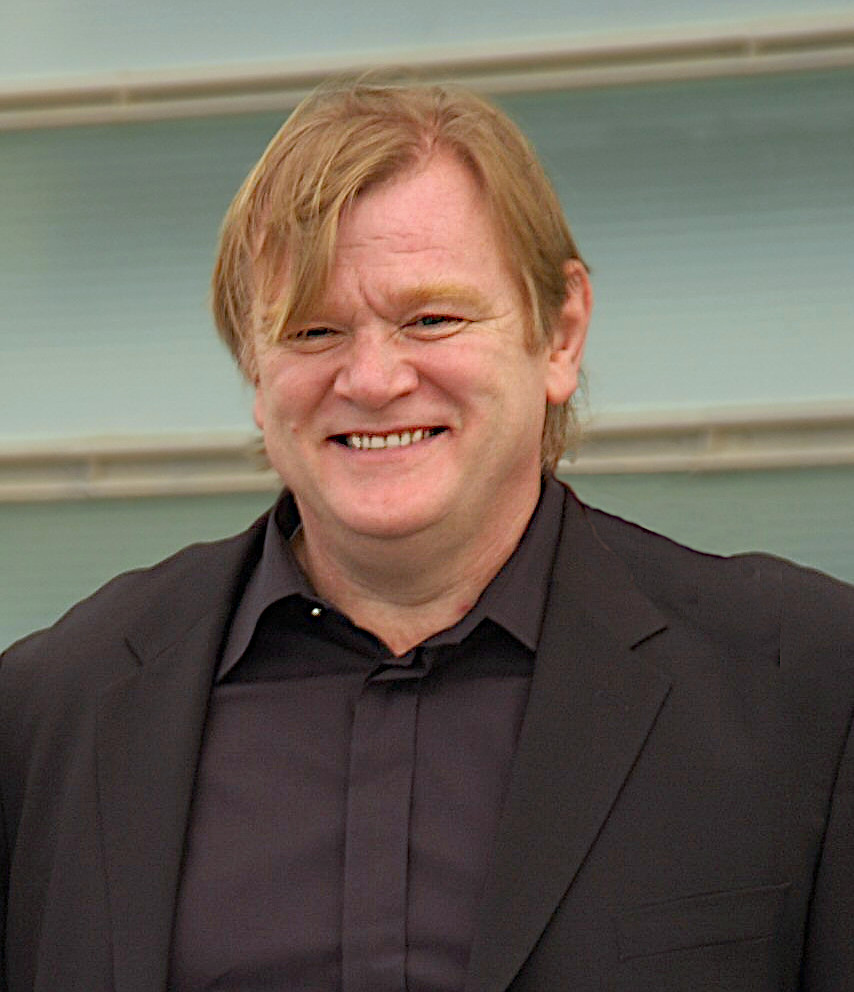
L'acteur irlandais Brendan Gleeson

En mars 2006, il a remporté l'Oscar du meilleur court métrage en prises de vues réelles pour son film Six Shooter (sorti en février 2005 au Royaume-Uni) qu'il a écrit et réalisé lui-même et dans lequel ont joué Brendan Gleeson, Ruaidhri Conroy, David Wilmot, Domnhall Gleeson, et Aisling O'Sullivan. Dans cette comédie dramatique on suit Gleeson pendant qu'il rentre en train chez lui, cela juste quelques heures après la mort de sa femme. Durant le voyage, il rencontre un jeune homme étrange, potentiellement psychotique. Le tournage a été réalisé à Wicklow dans le Waterford et à Rosslare, dans le Sud-est de l'Irlande.
Son premier film Bons baisers de Bruges (In Bruges), coproduit par des fonds belge et britannique, est sorti sur les écrans français le 25 juin 2008 et a fait, le 17 janvier, l'ouverture du festival du film de Sundance. Le film raconte l'histoire de deux tueurs à gages (Colin Farrell et de nouveau Brendan Gleeson (voir ci-contre)) fuyant Londres après un coup qui a mal tourné pour se réfugier à Bruges, en Belgique. La distribution compte Clémence Poésy, Jérémie Renier, Jordan Prentice et Ralph Fiennes. Primé au festival du film de Sundance, Bons baisers de Bruges est ressorti sur les écrans américains le 8 février grâce à la société de production américaine Focus Features. La bande-annonce du film a, quant à elle, été primée pour son originalité aux Golden Trailer Awards. Son affiche et la publicité diffusée à la télévision américaine avaient également été nommées.
Martin McDonagh revient ensuite à l'écriture et derrière la caméra avec Sept Psychopathes (Seven Psychopaths), sorti en 2012. Racontant les mésaventures d'un scénariste incarné par Colin Farrell à nouveau, le film ne rencontre pas le succès de son prédécesseur : si les critiques venues des pays anglophones lui sont globalement favorables, Sept Psychopathes peine à séduire la critique française et ne renoue pas non plus avec le succès public de Bons Baisers de Bruges.
En 2017 sort Three Billboards : Les Panneaux de la vengeance (Three Billboards Outside Ebbing, Missouri). Le film, qui raconte l'histoire d'une mère en quête de justice et de vengeance via trois panneaux à l'orée de la ville d'Ebbing, rencontre un très grand succès, restant notamment 18 semaines au box-office américain et engrangeant plus de 140 millions de dollars de recettes à travers le monde. Au-delà du succès public se trouve aussi le succès critique. Très favorablement accueilli, Three Billboards remporte tout d'abord le prix Orsella pour le meilleur scénario à la Mostra de Venise 2017, quatre Golden Globes lors de leur 75e cérémonie (dont meilleur film dramatique et meilleur scénario), cinq victoires lors de la 71e cérémonie des British Academy Film Awards (dont meilleur film, meilleur film britannique et meilleur scénario) ainsi que deux Oscars au cours de la 90e cérémonie qui viennent auréoler Frances McDormand et Sam Rockwell des titres respectifs de meilleure actrice et meilleur acteur dans un second rôle. A noter que les Golden Globes et les BAFTA ont également récompensés ces deux interprètes pour leurs rôles dans le film.
Son quatrième film, Les Banshees d'Inisherin, sort à la fin de l'année 2022. Il réunit le duo de son premier film Bons baisers de Bruges : Colin Farrell et Brendan Gleeson.

## Filmographie
- 2006 : Six Shooter (court métrage)
- 2008 : Bons baisers de Bruges (In Bruges)
- 2012 : Sept psychopathes (Seven Psychopaths)
- 2017 : Three Billboards : Les Panneaux de la vengeance (Three Billboards Outside Ebbing, Missouri)
- 2022 : Les Banshees d'Inisherin (The Banshees of Inisherin)
- prochainement : Wild Horse Nine

## Distinctions

### Récompenses
- Prix Europe pour le théâtre 1999 : Prix Europe réalités théâtrales
- British Independent Film Awards 2005 : meilleur court-métrage pour Six Shooter
- Irish Film and Television Awards 2005 : meilleur court-métrage pour Six Shooter
- Oscars 2006 : meilleur court-métrage pour Six Shooter
- BAFA 2009 : meilleur scénario original pour Bons baisers de Bruges
- Prix Edgar-Allan-Poe 2008 : meilleur scénario pour Bons baisers de Bruges
- Mostra de Venise 2017 : Prix du meilleur scénario pour Three Billboards Outside Ebbing, Missouri
- Golden Globes 2018 : meilleur film dramatique et meilleur scénario pour Three Billboards Outside Ebbing, Missouri
- BAFA 2018 : meilleur film, meilleur film britannique et meilleur scénario original pour Three Billboards Outside Ebbing, Missouri
- Mostra de Venise 2022 : Prix du meilleur scénario pour Les Banshees d'Inisherin
- Golden Globes 2023 : meilleur scénario pour Les Banshees d'Inisherin
- BAFA 2023 : meilleur film britannique, meilleur scénario original pour Les Banshees d'Inisherin

### Nominations
- BAFA 2005 : meilleur court-métrage pour Six Shooter
- Oscars 2009 : meilleur scénario original pour Bons baisers de Bruges
- Golden Globes 2009 : meilleur film musical ou de comédie pour Bons baisers de Bruges
- Golden Globes 2018 : meilleur réalisateur pour Three Billboards Outside Ebbing, Missouri
- British Academy Film Awards 2018 : meilleur réalisateur pour Three Billboards Outside Ebbing, Missouri
- Oscars 2018 : meilleur film et meilleur scénario original pour Three Billboards Outside Ebbing, Missouri
- Golden Globes 2023 : meilleur film musical ou de comédie, meilleure réalisation  pour Les Banshees d'Inisherin
- Oscars 2023 : meilleur film, meilleure réalisation, meilleur scénario original pour Les Banshees d'Inisherin